# Дулинг, Мартин
Мартин Т. Дулинг (англ. Martin T. Dooling; 18 декабря 1886, Олтон, Иллинойс — 21 августа 1966, Сент-Луис, Миссури) — американский футболист, бронзовый призёр летних Олимпийских игр 1904.
На Играх 1904 в Сент-Луисе Дулинг выступал за вторую сборную США. Проиграв два матча и проведя один вничью, эта команда заняла третье место и получила бронзовые медали.